# Право на рождение (телесериал, 1981)
Право на рождение (исп. El derecho de nacer) — мексиканская 190-серийная мелодрама с элементами драмы 1981 года производства Televisa. Телесериал вошёл в историю мексиканского кинематографа как первый телесериал — номинант на премию TVyNovelas и первый победитель указанной премии.

## Сюжет
Молодая девушка Мария Елена идёт к доктору Альберто Лимонте, чтобы сделать аборт, то есть она не хотела, чтобы родился сын, но тот хотел отговорить её от этого. История семьи дель Хунко славится тем, что эта семья считается самой богатой и знатной в Веракрусе. Мария Елена влюбилась в Альфредо Мартинеса, но у того была семья, но несмотря на это, он сблизился с ней и затем бросил. Её отец, Дон Рафаэль отказался признавать внебрачного ребёнка и приказал ей сделать аборт, но послушавшись совета доктора, она всё-таки рожает сына. Дон Рафаэль приказал Бруно убить новорожденного ребёнка, но Мария Долорес предотвращает его убийство.

## Создатели телесериала

### В ролях
- Вероника Кастро — Мария Елена дель Хунко
- Серхио Хименес — Хорхе Луис Арментерос
- Игнасио Лопес Тарсо — Дон Рафаэль дель Хунко
- Мария Рубио — Клеменсия дель Хунко
- Умберто Сурита — Альберто Лимонта
- Сокорро Авелар — Мария Долорес Лимонта
- Сальвадор Пинеда — Альфредо Мартинес
- Эрика Буэнфиль — Исабель Кристина
- Беатрис Кастро — Матильде дель Хунко
- Кристиан Кастро — Альберто Лимонта (в детстве)
- Лаура Флорес — Амелия Монтеро
- Мигель Масия — Алехандро Сиерра
- Мигель Анхель Феррис — Освальдо Мартинес
- Фернандо Бальсаретти — Рикардо дель Рио
- Альба Нудия Перес — Вирхиния
- Мануэль Охеда — Армандо
- Хулио Сесар Инберт — Бруно
- Эдуардо Линьян — Падре Хуан
- Флор Трухильо — Магали
- Адриана Лаффан — Марина
- Малена Дория — Матушка Хулия
- Эктор Саэс — Рамон
- Карлос Игнасио — Рауль
- Роберто Антунес — Альфонсо Кабрера
- Марта Патрисия — Асуньсьон
- Маристер Молина — Сеньор Ампаро
- Андалус Руссель — Лолита
- Хосе Луис Дуваль — Сальвадор
- Хулио Монтерде — Николас Монтеро
- Росальба Эрнандес — медсестра
- Альберто Парра — Тони
- Хорхе дель Кампо — Пепе
- Макарио Альварес — адвокат Альварес
- Фабио Рамирес — родной дядя Пепе
- Маргарита де ла О — Хосефа
- Патрисия Томас — Тете
- Лорена Риверо — Хина
- Кармен Родригес — Альма
- Адриан Сотомайор — Адриан
- Энрике Масин — доктор Хорхе
- Патрисия Ретерия — Росита
- Феликс Сантаэлья — Педро Рейна
- Норма Эррера — Мария
- Эктор Суарес — Эктор
- Аурора Медина — Лусия
- Мичель Кастро — Альберто (в младенчестве)
- Хосе Луис Льямас — советник в компании
- Мария Бельсарес — Бенита
- Лили Гарса — гостья на вечеринке
- Беатрис Орнелья — гостья на вечеринке
- Мельба Луна — Мерседес
- Ракель Панковски — Матушка Кристина
- Ригоберто Кармона — официант

### Административная группа
- оригинальный текст: Феликс Б. Каигнет
- адаптация: Фернанда Вильелли
- музыкальная тема заставки: Ven
- вокал: Вероника Кастро
- художник-постановщик: Исабель Часаро
- координатор производства: Роберто Антунес
- начальник производства: Игнасио Рубиэль
- оператор-постановщик: Карлос Санчес Суньига
- режиссёр-постановщик: Рауль Арайса
- продюсер: Эрнесто Алонсо

## Награды и премии
Телесериал был номинирован 13 раз, из них победу одержали 8 номинаций.

### ACE (2 из 2)
Победу одержали:
- Серхио Хименес и Мария Рубио получили премии в номинации мужское и женское откровения.

### Recordando los 80’s (4 из 6)
- Лучшей актрисой 1983 года признана Вероника Кастро.
- Лучшим выдающимся актёром 1983 года признан Игнасио Лопес Тарсо.
- Лучшим актёром второго плана 1983 года признан Умберто Сурита.
- Эрнесто Алонсо получил премию за лучшую теленовеллу 1983 года.

### TVyNovelas(впервые номинированный и впервые победивший) (2 из 5)
Победу одержали:
- Эрнесто Алонсо получил премию за лучший телесериал.
- Лаура Флорес получила премию за лучшее женское откровение.